# Petr Jindra (fotbalista)
Petr Jindra (* 18. září 1958) je bývalý český fotbalový brankář. Jeho otcem byl fotbalový reprezentant Jindřich Jindra.

## Fotbalová kariéra
V československé lize hrál za Spartak Hradec Králové. Nastoupil ve 2 ligových utkáních. Dále chytal za Hradec Králové v nižších soutěžích.

## Ligová bilance
| Ročník                                   | Zápasy | Góly | Klub                   |
| ---------------------------------------- | ------ | ---- | ---------------------- |
| 1. československá fotbalová liga 1980/81 | 2      | 0    | Spartak Hradec Králové |
| Česká národní fotbalová liga 1981/82     | 10     | 0    | Spartak Hradec Králové |
| CELKEM                                   | 2      | 0    |                        |